# Hans Hansen (væver)
 Der er flere personer med dette navn, se Hans Hansen.
Hans Hansen (10. marts 1815 i Køng Sogn, Hammer Herred – 5. november 1867 i Mern) var en dansk husmand og bomuldsvæver.
Hans Hansen kom fra Mern. Hansen var aktiv i Bondevennernes Selskab, optaget af at forbedre småfolks kår og blev i 1848 i Præstø Amt opstillet til valget til Den Grundlovgivende Rigsforsamling mod H.N. Clausen. Trods stærke angreb, bl.a. nævntes hans arrestation i forbindelse med en hælerisag i 1836, blev han valgt, men en måned senere blev Hansen presset til at nedlægge sit mandat, der i stedet gik til N.F.S. Grundtvig.
Han fortsatte sit politiske arbejde på lokalt plan. Valget i Præstø var det første varsel om en splittelse mellem Bondevennerne og De Nationalliberale.
Han blev ca. 1845 gift 1. gang med Ane Kirstine Pedersdatter. 2. gang ægtede han 2. december 1861 i Mern Kirke Maren Albrechtsdatter. Han er begravet på Mern Kirkegård.